# NGC 279
NGC 279 (również PGC 3055 lub UGC 532) – galaktyka soczewkowata (S0-a), znajdująca się w gwiazdozbiorze Wieloryba. Odkrył ją William Herschel 1 października 1785 roku.